# Leaders Cup Pro B
La Leaders Cup Pro B es una competición de baloncesto de carácter anual con formato de copa que se desarrolla en Francia entre equipos de la segunda división francesa, la Pro B, a semejanza de la Leaders Cup de la Pro A. Se creó en 2015.

## Formato
En la primera fase, los 18 equipos de la Pro B se dividen en seis grupos de tres equipos. Después de ello, los clasificados juegan un sistema eliminatorio a doble vuelta hasta la final, a partido único, que se disputa desde su creación en Disneyland Paris.

## Finales
| Año  | Campeón         | Marcador               | Finalista            | Pabellón                      | Ciudad      | MVP                |
| ---- | --------------- | ---------------------- | -------------------- | ----------------------------- | ----------- | ------------------ |
| 2015 | Antibes Sharks  | 56–54                  | BC Souffelweyersheim | Disneyland Paris              | Chessy      | Tim Blue           |
| 2016 | JL Bourg        | 81–69                  | Boulazac Dordogne    | Disneyland Paris (2)          | Chessy (2)  | Christophe Léonard |
| 2017 | Chorale Roanne  | 88–80                  | SOMB                 | Disneyland Paris (3)          | Chessy (3)  | Joe Burton         |
| 2018 | Denain Voltaire | 98–87 (pr)             | Orléans Loiret       | Disneyland Paris (4)          | Chessy (4)  | Lance Goulbourne   |
| 2019 | Chorale Roanne  | 66-60                  | Rouen Métropole      | Disneyland Paris (5)          | Chessy (5)  | David Jackson      |
| 2020 | Nantes Hermine  | 73–58                  | Olympique Antibes    | Disneyland Paris (6)          | Chessy (6)  | Ludovic Négrobar   |
| 2021 | Fos Provence    | 68–57                  | UJAP Quimper         | Halle des sports Parsemain    | Fos-sur-mer | Jamar Diggs        |
| 2022 | ALM Évreux      | 169–157 (79–79, 90–78) | SLUC Nancy           | Salle Jean Fourré             | Évreux      | Fabien Paschal     |
| 2022 | ALM Évreux      | 169–157 (79–79, 90–78) | SLUC Nancy           | Palais des sports Jean-Weille | Nancy       | Fabien Paschal     |